# Pożar buszu w Canberze (2003)
Pożar buszu w Canberze w 2003 – klęska żywiołowa, która miała miejsce w sobotę 18 stycznia 2003. Pożar wyrządził poważne szkody na obrzeżach stolicy Australii. Prawie 70% powierzchni Australijskiego Terytorium Stołecznego (ACT) w tym parki narodowe, pastwiska i lasy zostały poważnie uszkodzone, a obserwatorium Mount Stromlo zostało zniszczone. W wyniku pożaru zginęły 4 osoby, a ponad 500 domów zostało zniszczonych lub poważnie uszkodzonych.

## Wydarzenia od 8 do 17 stycznia

Rozprzestrzenianie się pożaru od 8 stycznia do 21 stycznia 2003r

Pożar powstał w wyniku uderzenia pioruna 8 stycznia 2003 i rozprzestrzeniał się od Brindabella i Parku Narodowego Namadgi, które są położone na zachód od ACT.
13 stycznia helikopter gaśniczy, podczas gaszenia pożaru na zachód od Canberry, rozbił się w rejonie rzeki Cotter, ranny został pilot. Główny minister ACT Jon Stanhope i komendant główny straży pożarnej Peter Lucas-Smith dokonali przeglądu sytuacji w pobliżu miejsca rozbicia helikoptera w celu akcji ratowania pilota. Akcja ratownicza zakończyła się sukcesem.
Dnia 17 stycznia o godzinie 20:50 (czasu miejscowego) zostało wydane oświadczenie w mediach ostrzegające przed 18 stycznia. Jednak niektóre informacje na temat oceny ryzyka zostały pominięte w oświadczeniu m.in. jeden punkt dowodzenia został przeniesiony z Bulls Head i Orroral Valley (położone na obrzeżach Canberry) do North Curtin District Playing Fields (położone w Canberze). Wycofanie się strażaków z tego regionu wskazywało na bezpośrednie zagrożenie dla samego miasta.

## Sobota 18 stycznia

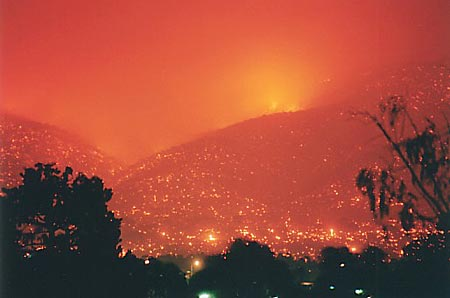
Przedmieścia Canberry w ogniu

Silne wiatry (sklasyfikowane jako drobny cyklon z wystarczającą siłą by powalić drzewa eukaliptusowe) oraz wysoka temperatura (40 °C) wystąpiły również rano w sobotę 18 stycznia. Mieszkańcy przedmieść w zachodniej i północno-zachodniej części miasta zostali poinformowani o grożącym im niebezpieczeństwie.
Z powodu pożaru zamknięty zostaje rezerwat Tidbinbilla (położony w Parku Narodowym Namadgi), a drugi pożar szalał w Brindabella Ranges.
O godzinie 9:00 (czasu miejscowego) ogień dotarł do przedmieść (Weston Creek, Kambah i Tuggeranong (graniczące z Canberrą na zachodzie) i zniszczył domy.
Około godziny 14:00 policja ewakuowała miasteczko Tharwa (położone na południe od Canberry). Po południu stało się jasne, że pożary stwarzają bezpośrednie zagrożenia dla osiedli położonych w pobliżu Canberry (takich jak Uriarra, Stromlo). Stan wyjątkowy został ogłoszony o 14:45.
O 15:00 pożar dotarł do przedmieść Canberry, pożar zagrażał miasteczku Tharwa oraz historycznej farmie Lanyon Homestead, gdzie w tym momencie organizowane było wesele, chronione przez jeden wóz strażacki. Natomiast o 15:50 mieszkańcy przedmieść Duffy, Chapman oraz Holder zmuszeni byli do opuszczenia swoich domów. Kolejne pożary wystąpiły w Giralang, a Parliament House został zamknięty. Ośrodki ewakuacyjne zostały utworzone w czterech szkołach Canberra College, Ginninderra College, Erindale College oraz Narrabundah College.
O godzinie 17:00 domy zostały zniszczone w Duffy, Chapman, Giralang, Holder i Rivett. Pożar w Michelago spowodował zamknięcie autostrady Monaro. Następnie ogień rozprzestrzeniał się przez Kambah, gdzie spowodował uszkodzenia wielu domów. Ogień rozprzestrzeniał się dalej po przekroczeniu drogi Tuggeranong Parkway, dotarł do wzgórza Mount Taylor. W ciągu godziny zniszczeniu uległy domy w Torrens, które były położone na zboczach Mount Taylor oraz w Weston.
O 22:00 jeden z czterech ośrodków ewakuacyjnych był pełny, natomiast inne szybko się zapełniały. Zarówno premier Australii John Howard i gubernator generalny Peter Hollingworth zmienili swoje plany w celu jak najszybszego powrotu do Canberry. Pod koniec dnia sytuacja nadal była daleka od stabilnej. W niedziele 19 stycznia wiele domów wciąż płonęło.

## Wydarzenia po 18 stycznia

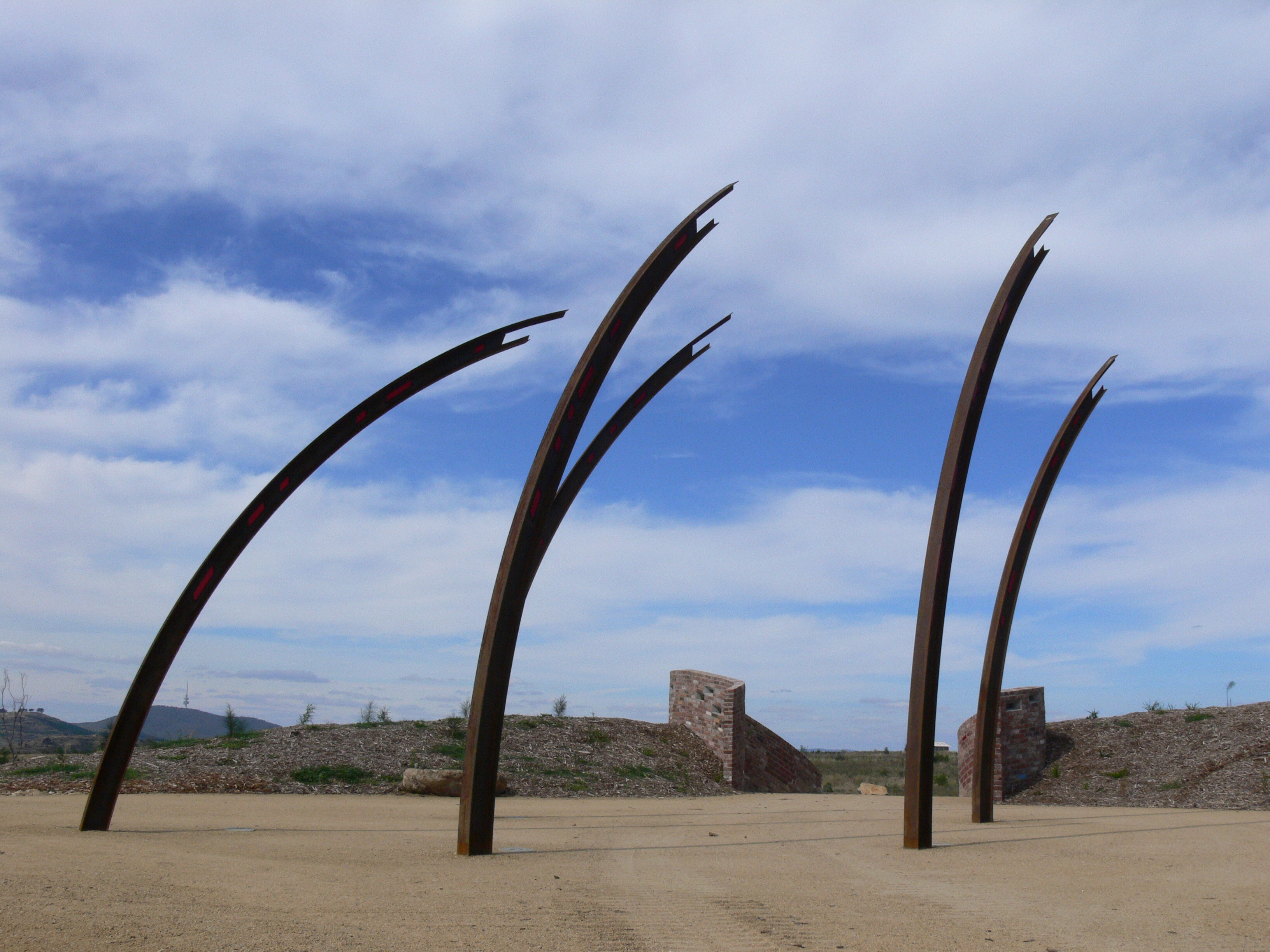
Pomnik upamiętniający ofiary w Duffy.

Pod wieczór w niedzielę 19 stycznia, najgorsza sytuacja była na przedmieściach w Duffy, gdzie spłonęło 200 domów, a cztery osoby zginęły (Alison Tener, Peter Brooke, Douglas Fraser i Dorothy McGrath).
Rząd stanowy podjął decyzje o przeprowadzeniu dochodzenia w sprawie pożarów, a ustalenia zostały podane 1 sierpnia 2003. Dochodzenie coronera rozpoczęło się w styczniu 2003, który przeprowadził dochodzenie w sprawie przyczyn i okoliczności zgonów czterech osób.
Dnia 18 stycznia 2006, w trzy lata po pożarze został odsłonięty pomnik upamiętniający tamtą katastrofę. Pomnik został zaprojektowany przez Tess Horowitz, Tony Steel i Martyn Jolly.